# بیسکوپیا
بیسکوپیا (به لاتین: Biskupija) یک منطقهٔ مسکونی در کرواسی است که در شهرستان شیبنیک-کنین واقع شده‌است. بیسکوپیا ۱۳۳٫۵۳ کیلومتر مربع مساحت و ۱٬۶۹۹ نفر جمعیت دارد.